# Frankenberg (Pfalz)
Der Frankenberg ist ein 556,6 m ü. NHN hoher Berg innerhalb der Haardt, wie der Ostrand des Pfälzerwaldes genannt wird.

## Geographie

### Lage
Der Frankenberg liegt im äußersten Westen der Waldgemarkung der Ortsgemeinde Weyher in der Pfalz. Im Süden wird er durch das Modenbachtal und im Osten durch den Meisentalbach begrenzt. 
Unmittelbar nordöstlich erstreckt sich der Kesselbergs (661,8 m) und im Westen der Küchenkopf (563,8 m) sowie der Steigerkopf (613,6 m). Dadurch besitzt der Berg lediglich eine geringe Dominanz. Weiter nördlich befinden sich die Gebirgspässe Benderplatz und Kohlplatz.

### Naturräumliche Zuordnung
1. Großregion 1. Ordnung: Schichtstufenland beiderseits des Oberrheingrabens
2. Großregion 2. Ordnung: Pfälzisch-saarländisches Schichtstufenland
3. Großregion 3. Ordnung: Pfälzerwald
4. Region 4. Ordnung (Haupteinheit): Mittlerer Pfälzerwald
5. Region 5. Ordnung: Haardt

## Charakteristika
Der Berg ist vollständig bewaldet.

## Bauwerke
An der südöstlichen Spitze des Berges befindet sich die Ruine der Frankenburg, deren verbliebener Fels unter dem Namen Frankenfelsen als Naturdenkmal deklariert ist.

## Infrastruktur
Über seine Nordflanke verläuft ein Wanderweg, der mit einem blau-gelben Balken markiert ist.
Im Einzugsgebiet des Frankenbergs befinden sich mehrere Hütten des Pfälzerwald-Vereins wie die Amicitia-Hütte und das Waldhaus Drei Buchen. Hinzu kommt außerdem die Nellohütte.
Südlich und westlich des Berges verläuft zudem die Kreisstraße 6; in diesem Bereich liegt zudem der zu Ramberg gehörende Modenbacherhof.